# Горбик, Александр Анатольевич
Александр Анатольевич Горбик (23 января 1954) — советский футболист, полузащитник.

## Биография
Воспитанник футбольной школы Николаева, первый тренер Е. Ф. Лемешко. С 1971 года играл в местной команде второй лиги «Судостроитель». В мае 1976 перешёл в команду первой лиги «Металлург» Запорожье. 1977 год вновь провёл в «Судостроителе», затем опять выступал за «Металлург». В 1981 году перешёл в харьковский «Металлист» из первой лиги. Следующий сезон начал в «Маяке» Харьков из второй лиги, затем полтора сезона отыграл в высшей лиге за «Металлист» — 37 игр, 6 голов. В 1984 году провёл шесть игр во второй лиге за «Маяк». Последние игры на уровне команд мастеров сыграл в 1987 году за команду второй лиги «Нива» Винница. Далее выступал за команды КФК «Кремень» Кременчуг (1987), «Вагоностроитель» Кременчуг (1987), «Металлург» Купянск (1988—1989), «Колос» Красноград (1989), «Колос» Коломак (1990).
Финалист Кубка СССР 1983.